# Tadjici
Tadjicii (în persană تاجيک: Tājīk, în tadjică Тоҷик) sunt un grup etnic iranian vorbitor de o limbă persană originar din Afganistan, Tadjikistan și Uzbekistan. Tadjicii sunt etnia majoritară în Tadjikistan, și sunt a doua ca mărime în Afganistan a cărei populație constituie peste jumătate din toată populația tadjică de pe glob. Aceștia vorbesc varietăți ale limbii persane, care este la rândul ei o limbă iraniană de vest. În Tadjikistan, de la recensământul sovietic efectuat acolo în 1939, etniile mici precum pamirii și yaghnobii sunt incluse ca tadjici. În China, termenul este folosit pentru a desemna popoarele pamirice care locuiesc acolo, tadjicii din Xinjiang, și vorbesc limbi pamirice est-iraniene. În Afganistan, pamirii sunt considerați ca un grup etnic separat.